# بطولة أستراليا المفتوحة 2001 - الزوجي المختلط
في بطولة أستراليا المفتوحة 2001 - الزوجي المختلط فاز كل من كورينا موراريو وإليس فيريرا على بربارا شيت وجوشوا إيغل في المباراة النهائية بنتيجة 6–1، 6–3.

## التوزيع
1. ريناي ستابس /  تود وودبريدج (نصف النهائي)
2. آنا كورنيكوفا /  ماكس ميرني (الجولة الأولى)
3. كورينا موراريو /  إليس فيريرا (البطولة)
4. بربارا شيت /  جوشوا إيغل (النهائي)
5. باولا سوريس /  مارتين غارسيا (كرة مضرب) (الجولة الأولى)
6. لا يوجد
7. أي سوجياما /  ماهيش بوباثي (الجولة الثانية)
8. آسا سفينسون /  نيكلاس كولتي (الجولة الأولى)

## المباريات

### مفتاح
- Q = متأهل Qualifier
- WC = وايلد كارد Wild Card
- LL = خاسر محظوظ Lucky Loser
- Alt = بديل Alternate
- SE = Special Exempt
- PR = تصنيف محمي Protected Ranking
- w/o = فوز سهل Walkover
- r = انسحاب Retired
- d = Defaulted
- SR = Special ranking
- ITF = ITF entry
- JE = Junior exempt

### النهائي
| النهائي |                            |   |   |  |
|         |                            |   |   |  |
|         |                            |   |   |  |
| 4       | بربارا شيت جوشوا إيغل      | 1 | 3 |  |
| 3       | إليس فيريرا كورينا موراريو | 6 | 6 |  |